# Rüderswil
Rüderswil es una comuna suiza del cantón de Berna, situada en el distrito administrativo del Emmental. Limita al norte con las comunas de Lützelflüh y Trachselwald, al este y sur con Lauperswil, y al oeste con Landiswil, Oberried y Hasle bei Burgdorf.
Hasta el 31 de diciembre de 2009 situada en el distrito de Signau.